# William Eastman Palmer & Sons

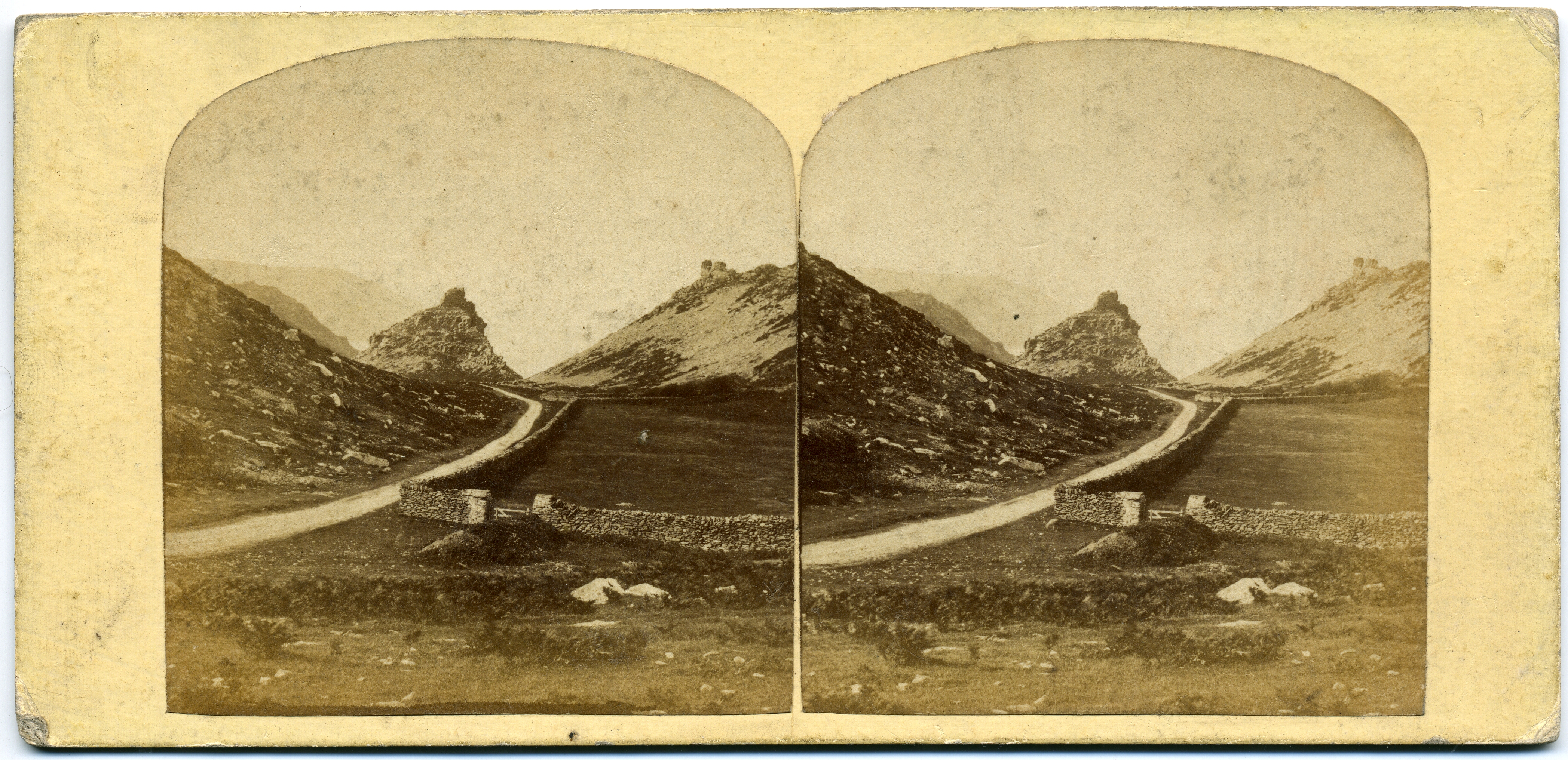
William Eastman Palmer: Stereoskopie údolí skal v Devonu, asi 1865

William Eastman Palmer & Sons (William Eastman Palmer a Synové) byl název rodinné fotografické firmy, která byla založena v Devonu v šedesátých letech 19. století Williamem Eastmanem Palmerem a jeho manželkou Marií Louisou rozenou Ealesovou. Od roku 1881 se pět synů začalo od firmy oddělovat a pokračovali ve své fotografické kariéře samostatně. V roce 2011 byla poslední známou zaznamenanou fotografií této firmy fotografie z roku 1935 ze Swindonu.

## William Eastman Palmer
Matka Williama Eastmana Palmera byla Christian Branton Eastman Lewisová a jeho otec Henry Palmer byl obuvníkem. Vzali se v Okehamptonu v Devonu v roce 1826. Jejich syn W. E. Palmer se narodil v Devonu kolem roku 1828, v roce 1841 mu bylo 13 let a žil se svou rodinou na West Street v Okehamptonu. Svůj dospělý život začal jako kapelník královského námořnictva. Dne 13. března 1860 si vzal Marii Louisu Eales a žili na Jamese Street ve Stoke Damerelu, Byla „umělecká fotografka “ ("photographic artist"), což mohlo znamenat, že zkrášlovala a retušovala skleněné negativy, nebo že sama vystudovala fotografii. Mohl to být její vliv, který přinesl do rodiny fotografické poslání. "Eastman" v jejím příjmení může naznačovat spojitost s rodinou amerického fotografa George Eastmana, ale nebyl pro to nalezen žádný důkaz. William E. Palmer se stal fotografem v polovině šedesátých let 19. století a do 9. ledna 1866 byl fotografem, který pracoval na Union Street čp. 31, East Stonehouse, Plymouth.
Do roku 1871 sídlili na ulici Frances Street čp. 13 v St Andrew's v Plymouthu. W. E. Palmer měl se svou ženou třináct dětí včetně sedmi synů, z nichž nejméně pět bylo vyučenými fotografy. Albany Edward Palmer byl vystudovaný pojišťovací úředník. Dudley Sidney Montague Palmer, nejmladší ze 13 dětí Williama a Marie, se přestěhoval do Perthu v západní Austrálii, kde založil úspěšnou fotografickou firmu v Piccadilly Arcade, která prosperovala ve 30., 40. a 50. letech 20. století. William Eastman Palmer zemřel v roce 1896, ve věku 67 let ve východním Barnetu. V roce 1891 sídlil rodinný podnik v Hopetown Villa, Leicester Road, East Barnet.

### Palmerova první fotografie
V roce 2011 byla nejstarší známou fotografií Williama Eastmana Palmera stereoskopie datovaných od z roku 1860 do 1879. Na první (zde) je výhled z Lynn Cliff Summerhouse Lynton v Devonu. Na druhé (zde) je pohled na údolí skal v Lyntonu. Na třetí (zde) je pohled na Ilfracombe. Jsou provedeny v sépiovém tónu s pololesklou povrchovou úpravou.

## John Eastman Palmer starší

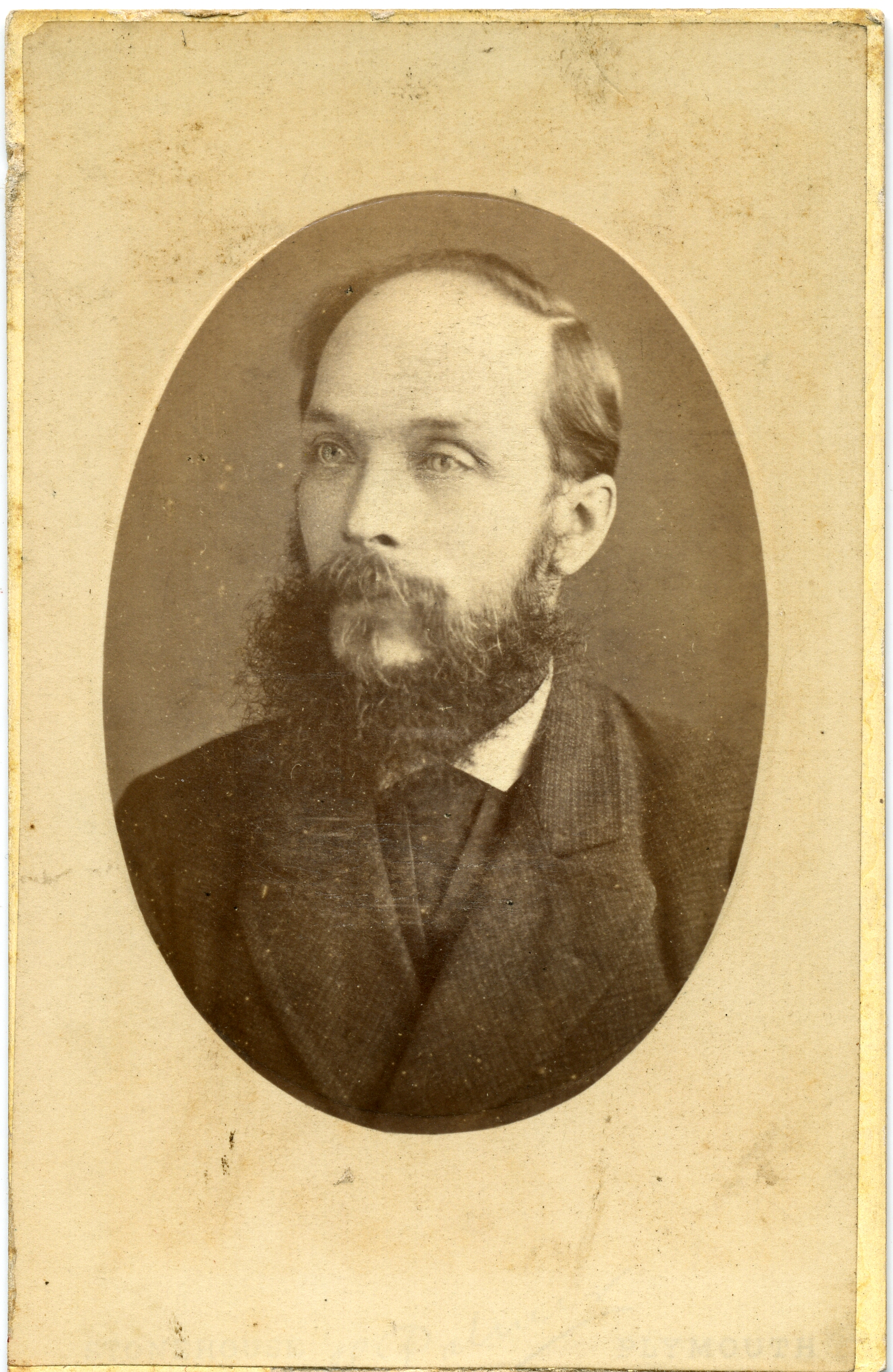
J.E. Palmer: Portrét vousatého muže, 1870-1880

John Eastman Palmer se narodil kolem roku 1830 v Devonu; byl bratrem Williama Eastmana Palmera a v roce 1841 žil se svou rodinou na West Street v Okehamptonu. Své fotografie podepisoval jako John E. Palmer nebo J.E. Palmer. Roku 2011 byly známy tři fotografie carte de visite J.E. Palmera, které byly pořízeny od 60. do 80. let 19. století, kdy působil na Union Street čp. 58 ve Stonehouse, Plymouth. Na jedné fotografii je starší ovdovělá dáma v černých šatech z roku 1860 (zde znázorněno), dítě ve věku asi tří let (zde) a vousatý třicetiletý muž (viz foto vpravo). Zadní strana těchto carte de visite (zde) uvádí, že v roce 1865 získal medaili první třídy od společnosti Royal Cornwall Polytechnic Society. Na zadní straně jedné fotografické vizitky je uvedeno, že v roce 1872 mu byla udělena Královská (Royal) patentová doložka. Pravděpodobně zemřel v roce 1911 ve věku 83 let v Newton Abbot.

## Synové Palmerovi

### William George Palmer
William George byl nejstarším synem, který se učil jako fotograf.

### John Eastman Palmer mladší
Podepisoval své fotografie J.E. Palmer.

### Frederick Christian Palmer

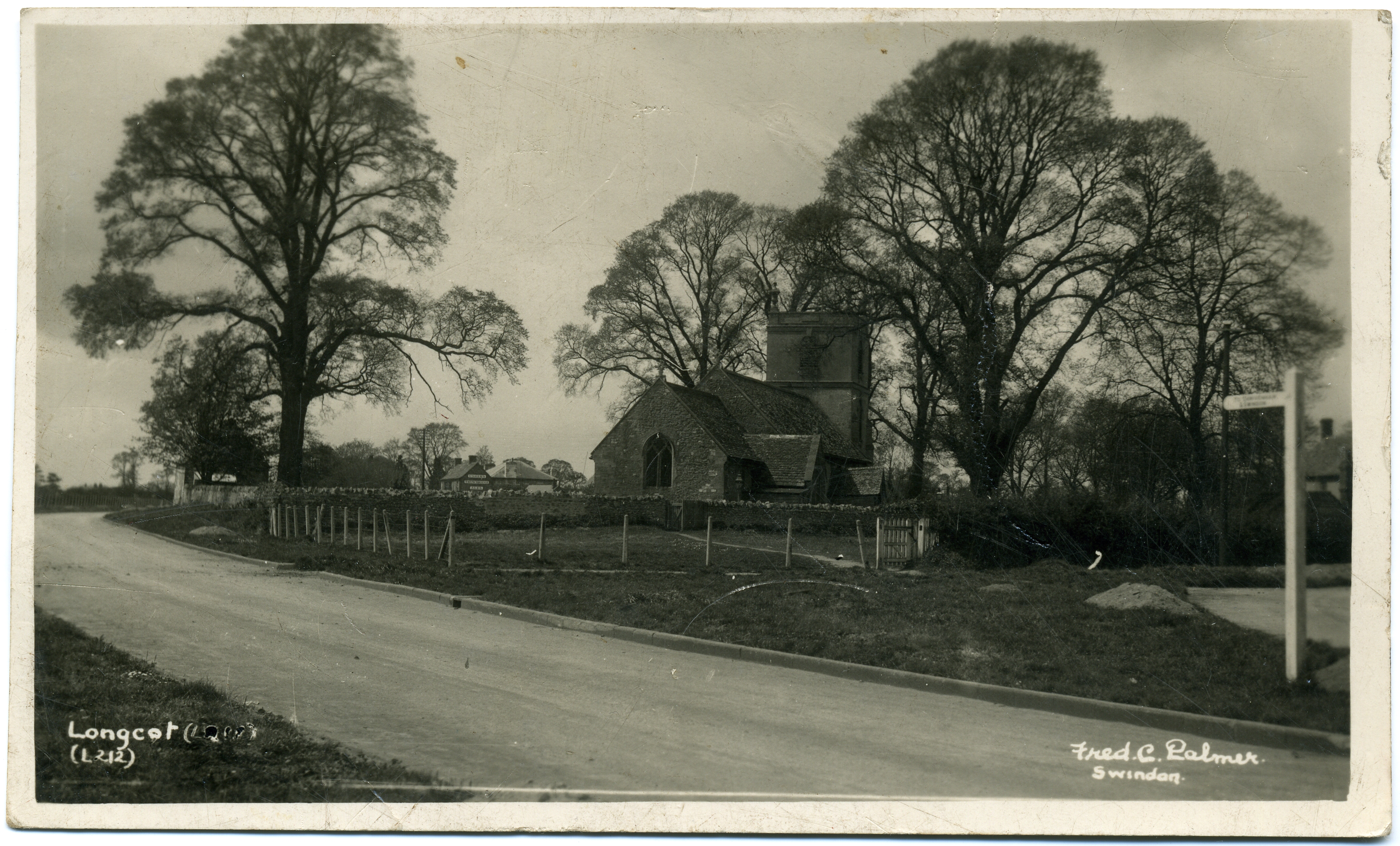
Poslední známá fotografie Fredericka C. Palmera, asi 1935

Byl třetím synem známým jako Fred C. Palmer. Ve svých patnácti letech v roce 1881 začal v East Barnet studovat fotografii. V roce 1891, když mu bylo 25 let, stále žil doma v East Barnetu. Pracoval ve studiích v Herne Bay od roku 1903 do roku 1922 a ve Swindonu od roku 1922 do roku 1936 nebo roku 1937. Fotografoval všechny veřejné události v Herne Bay před rokem 1914, portrétoval výstředního Edmunda Reida, někdejšího šéfa divize H Metropolitní policie, který vyšetřoval vraždy ve Whitechapelu, kde řádil sériový vrah známý jako Jack Rozparovač. V roce 1913 použil jeho fotografii osvětleného pavilonu Grand Pier z roku 1910 Marcel Duchamp jako nalezené umění ve své Poznámce 78, která byla součástí jeho uměleckého díla Green Box. Ve 20. letech a na počátku 30. let převzal studio Williama Hoopera na Cromwell Street ve Swindonu, ve kterém i nadále vyráběl pohlednice, fotografoval prominenty a pracoval na volné noze pro místní noviny a radu. Ačkoli byl v té době již k dispozici fotografický film, používal Fred C. Palmer velkoformátové skleněné negativy a pohlednice a portréty tiskl přímo z nich kontaktními kopiemi – mohly tak vyniknout jemné detaily.
Fred C. Palmer působil jako volný fotograf pro zpravodajské noviny Herne Bay Press, kde pracoval ze studia Tower Studio v Tower Parade on the Sea Front a kde také pořizoval portréty. Vlastnil malý obchůdek (či kiosek) zvaný The Art Gallery (Umělecká galerie) ležící na břehu moře mimo jeho ateliér, kde prodával poštovní pohlednice a portréty Vyráběl pohlednice významných míst a událostí ve městě, jako například velké otevírání pavilónu Herna Baye Piera Grand Pier Pavilion lordem Mayorem dne 3. srpna 1910, nebo slavnostní otevírání haly krále Eduarda VII. princeznou Beatrix dne 13. července 1913. U fotografií v tisku a na rubové straně pohlednic bylo jeho jméno obvykle uváděno jako Fred C. Palmer.
Roku 2011 bylo známo více než jeho 70 fotografií a pohlednic. Nejstarší známá (zde) je fotografická vizitka zobrazující dvě dívky v Herne Bay a datována 1903-1905; nejstaršími známými pohledy (zde) jsou tónované fotografie Minster-in-Thanet, pořízené v letech 1903-1904. Poslední známá (zde) je pohlednice Longcotu v Oxfordshire, s poštovním razítkem z roku 1935.

### Ernest Charles Palmer
Podepisoval své fotografie E.C. Palmer.

### Henry Reginald Palmer
Podepisoval své fotografie H.R. Palmer.

## Galerie

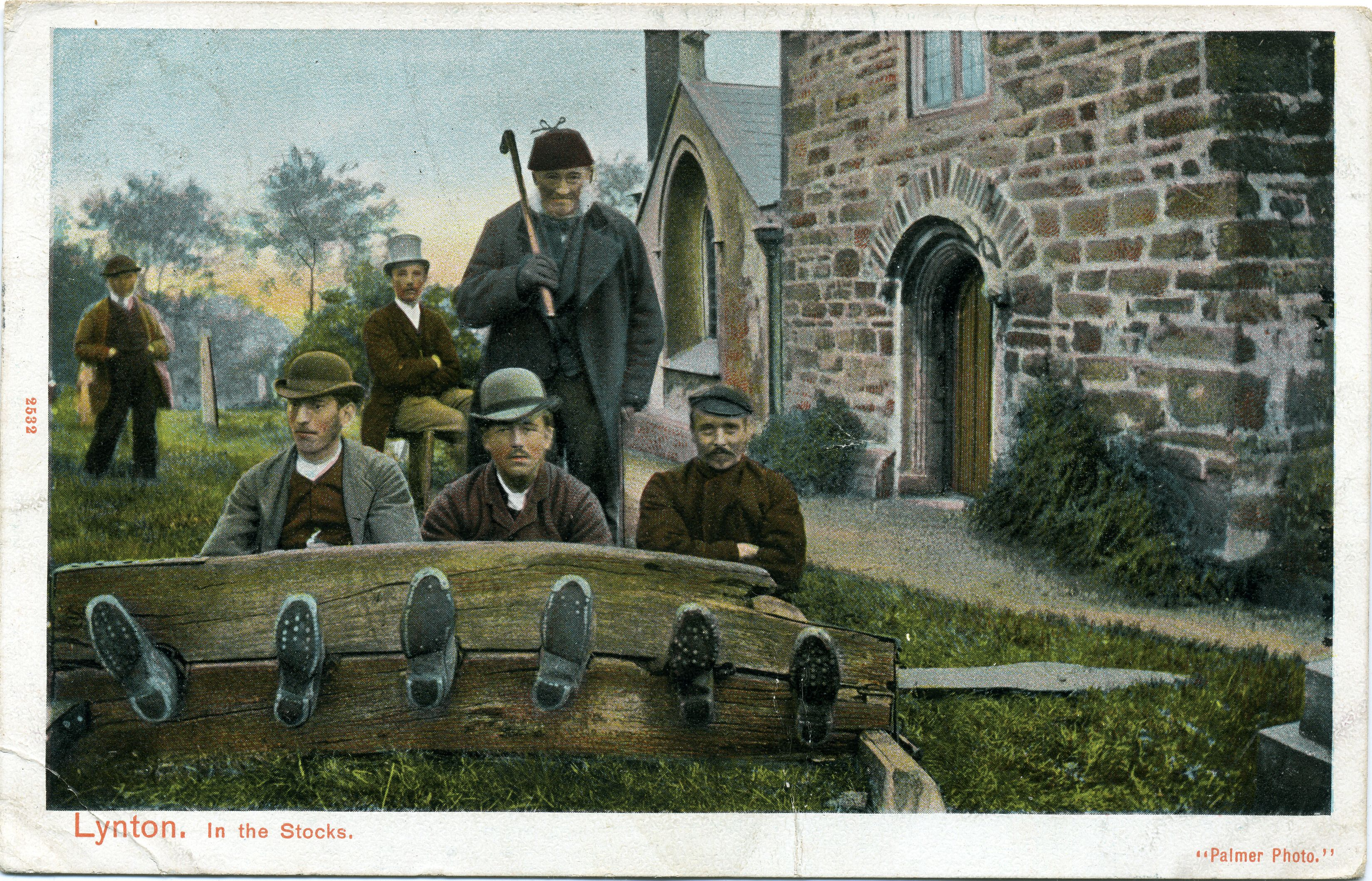
W.E. Palmer: kolorovaná fotografická pohlednice, fotografováno 1860-1870, ale tiskla se i po smrti autora
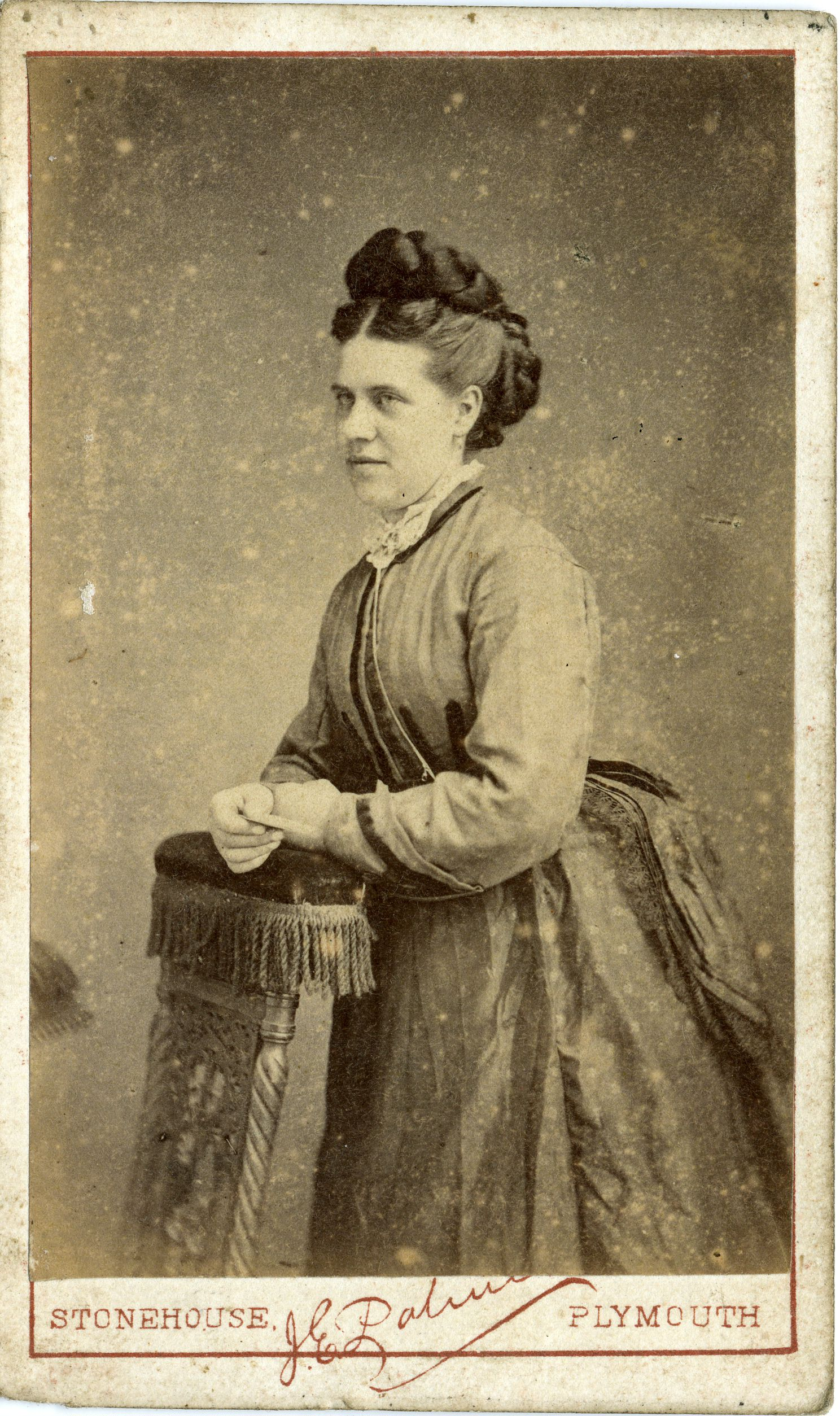
J.E. Palmer: Mladá žena v hedvábných šatech, 1865 - 1872
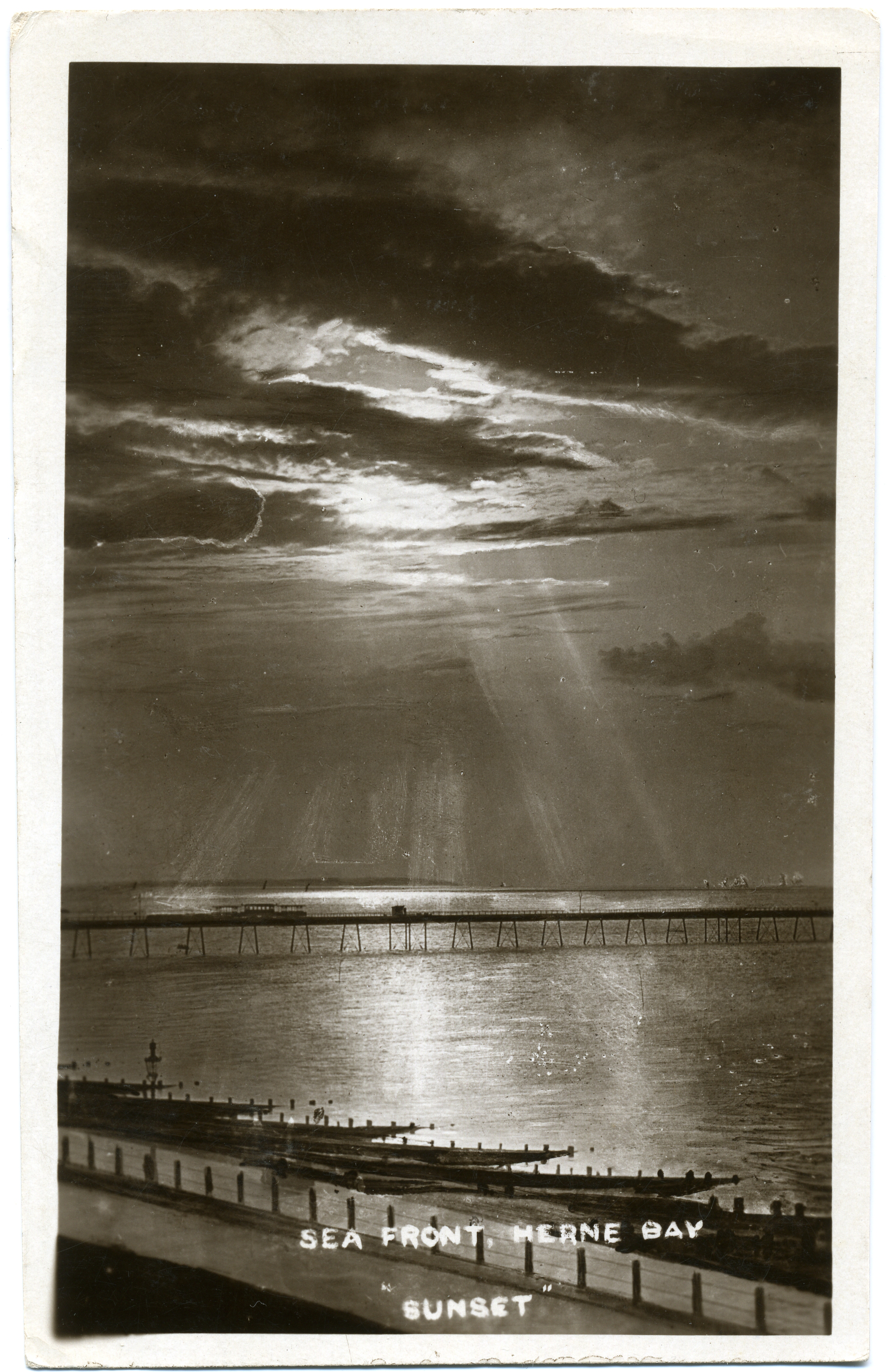
Fred C. Palmer: Západ slunce na Herne Bay, Kent, 1910–1916, fotografie pravděpodobně pořízená z okna jeho studia s využitím filtrů zdůrazňující mraky; sluneční paprsky byly zvýrazněny kresbou na skleněný negativ
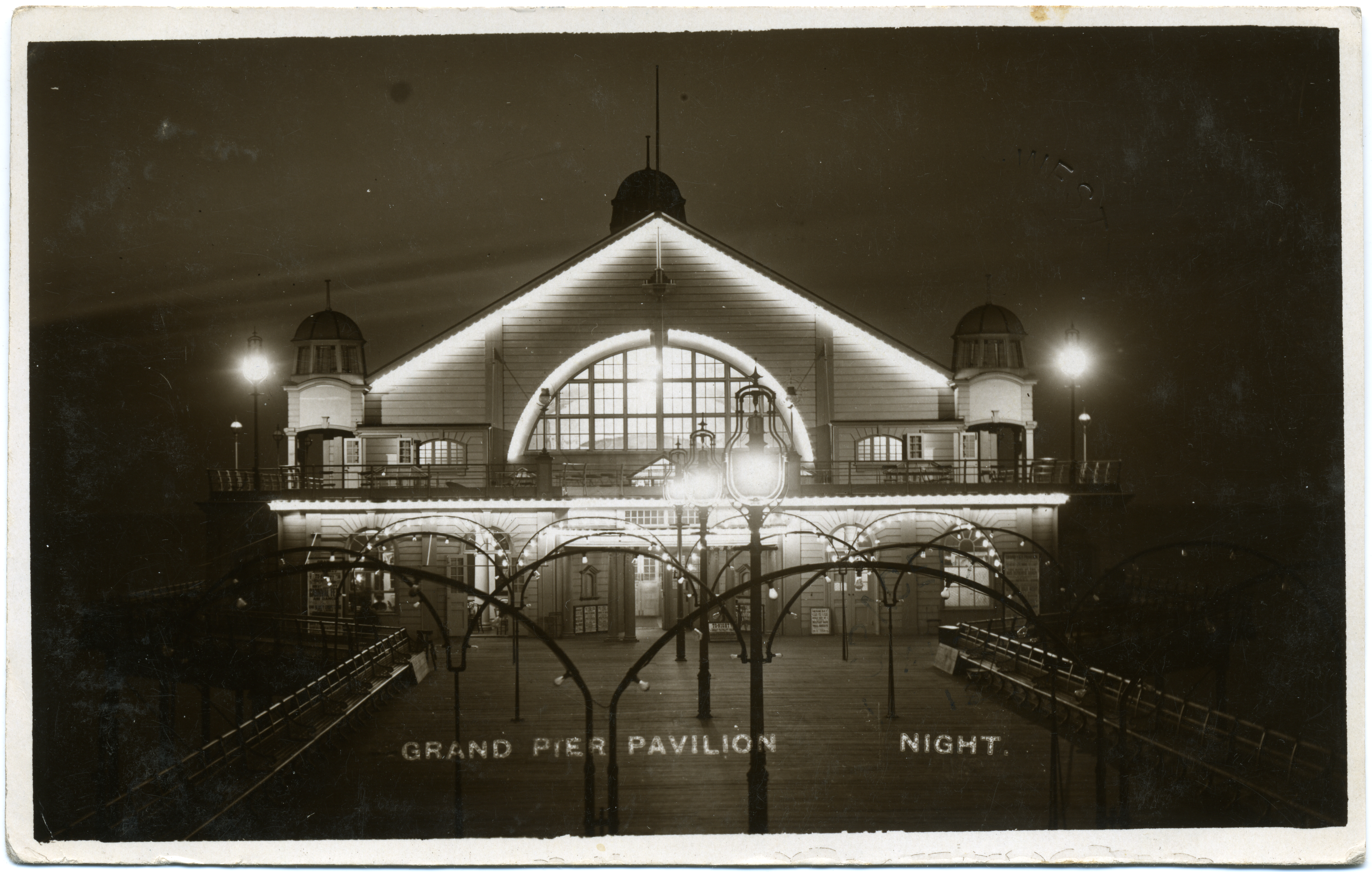
Fred C. Palmer: Osvětlený pavilón Grand Pier, 1910: snímek po roce 1913 použil Marcel Duchamp jako nalezené umění
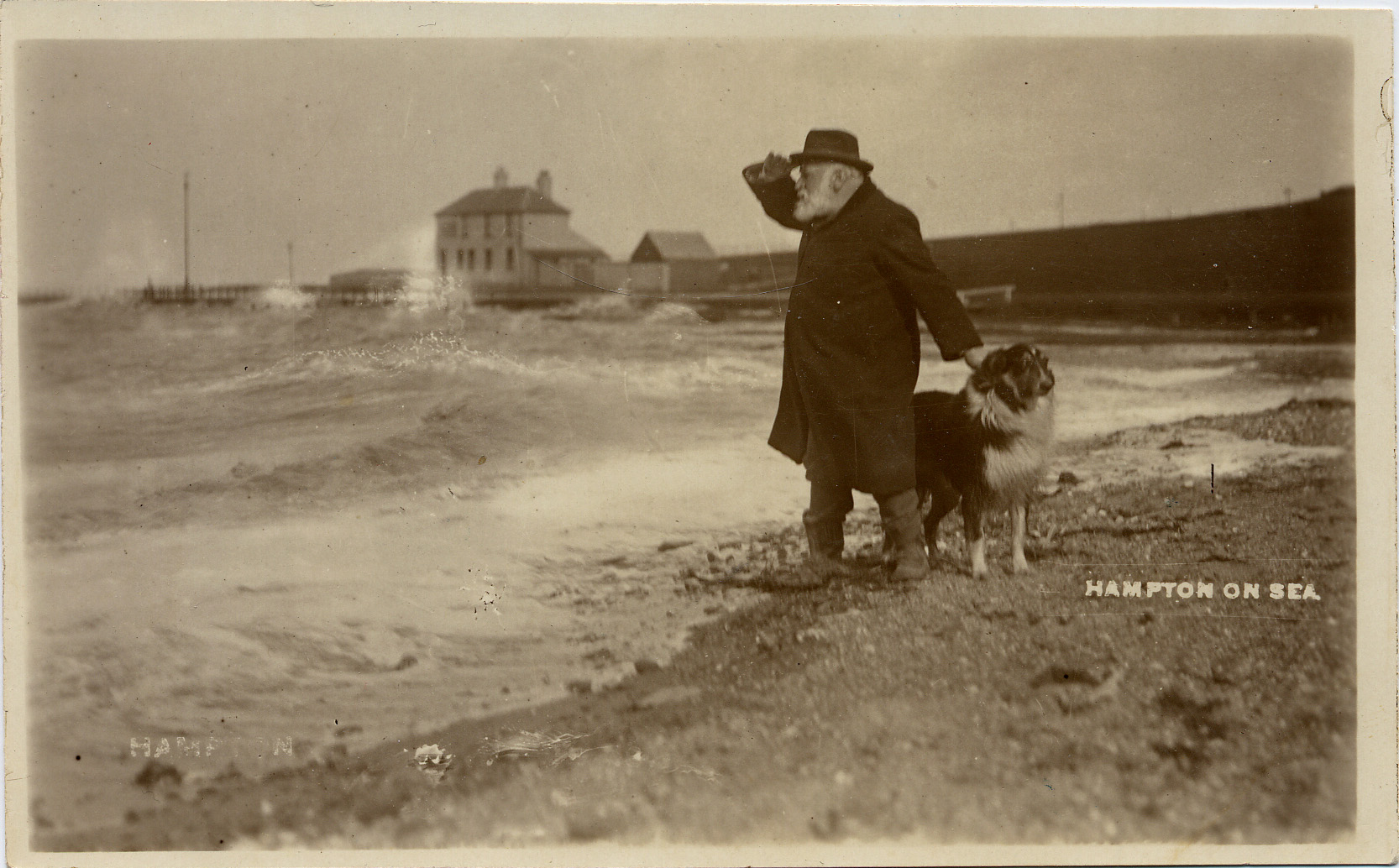
Fred C. Palmer: Policista Edmund Reid, vyšetřovatel vražd Jacka Rozparovače, 1912
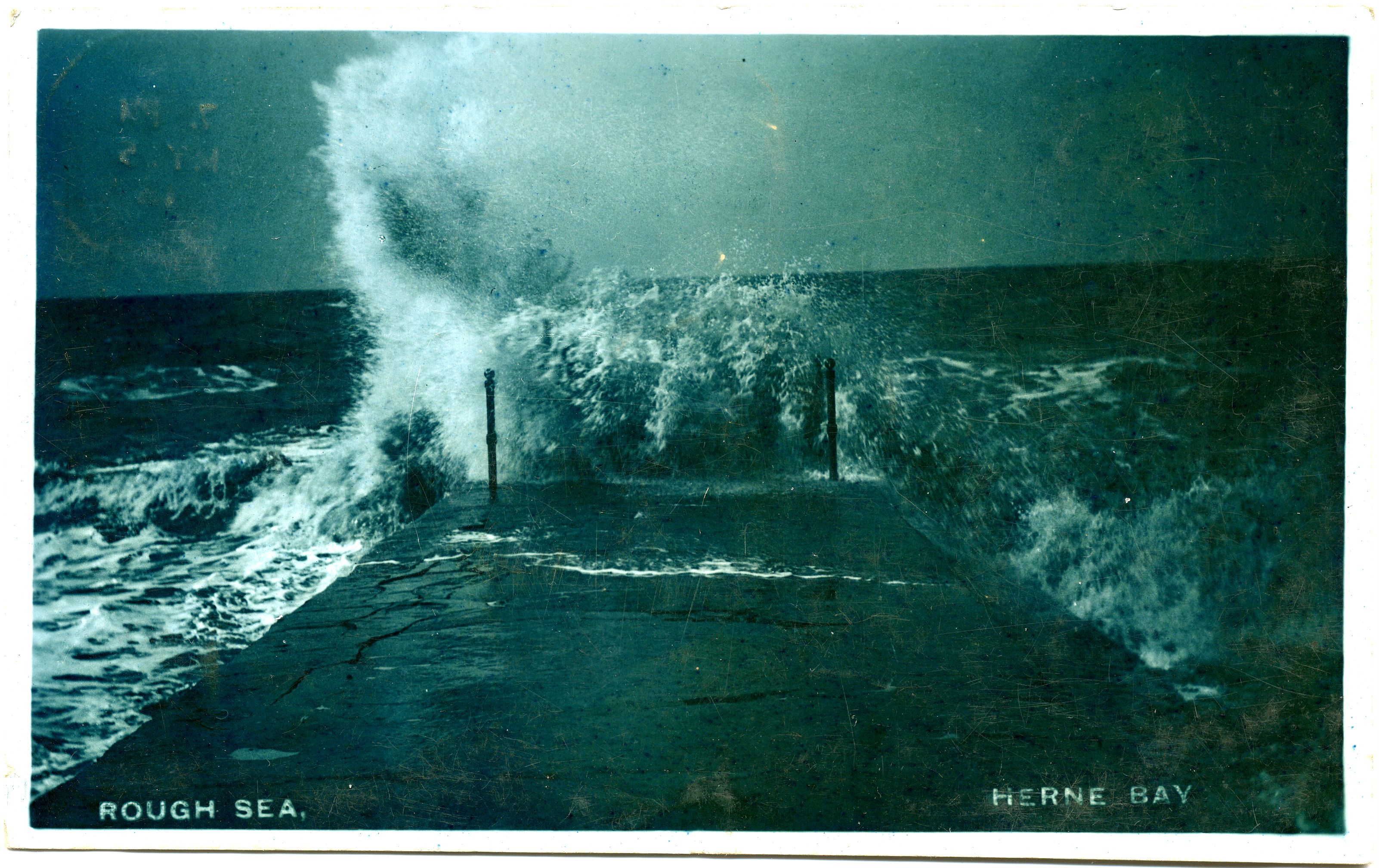
Fred C. Palmer: Rough sea, Herne Bay, 1913
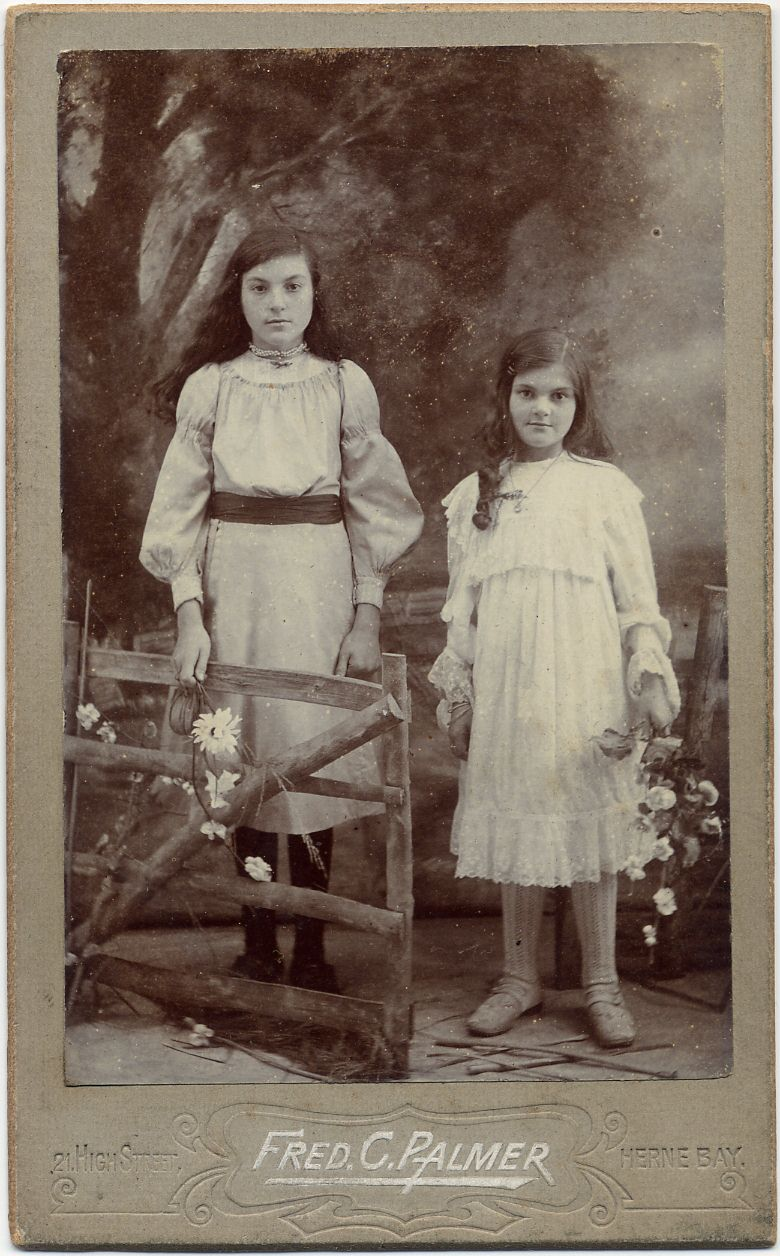
Fred C. Palmer: Dvě dívky, jeho nejstarší známá fotografická vizitka, 1903-1905;
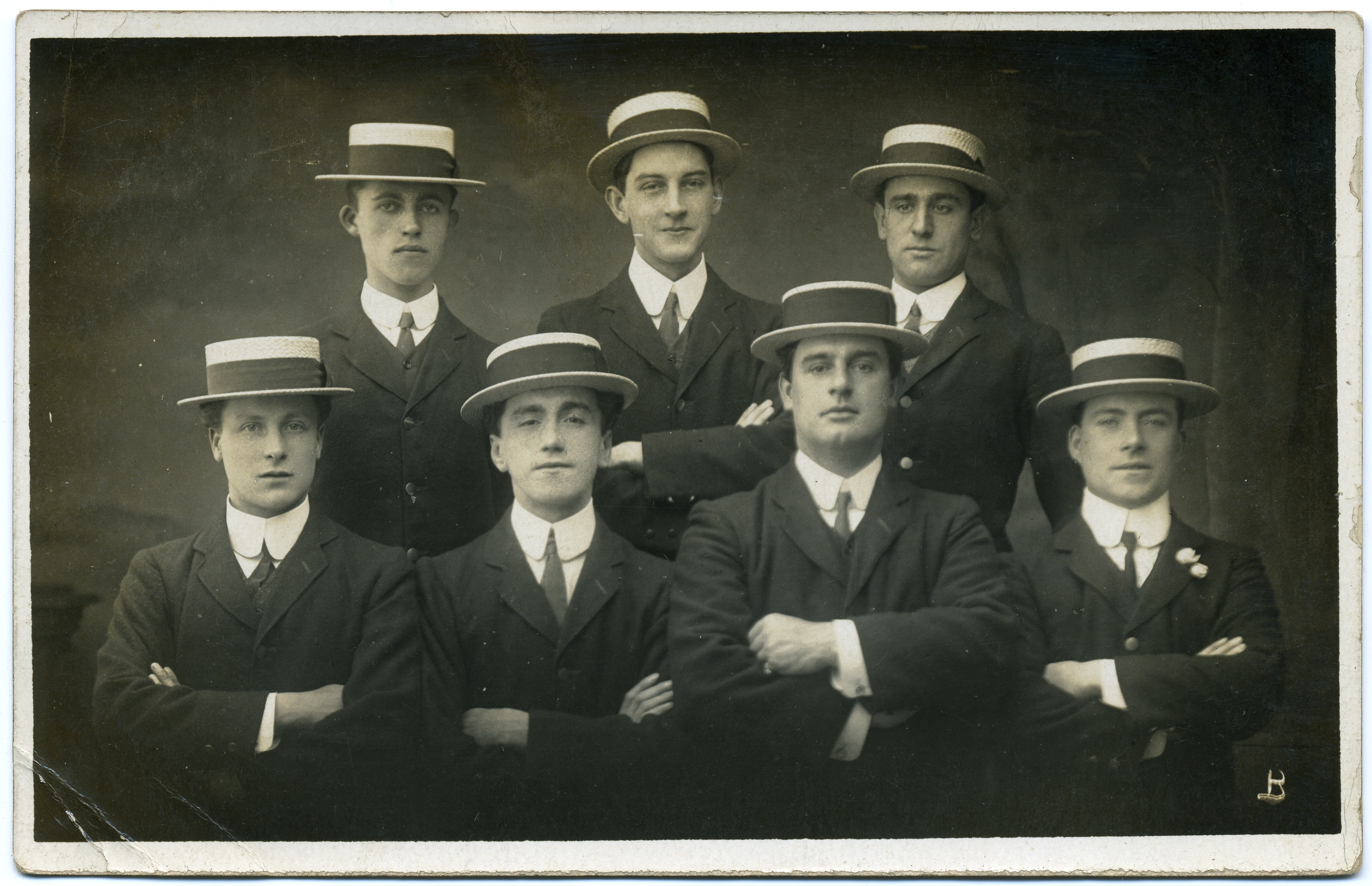
Fred C. Palmer: Jollity Boys, 1903-1912